# Meybohmsche Mühle
Die Meybohmsche Mühle in Bremen-Huchting, Ortsteil Mittelshuchting, Alte Heerstraße 12 beim Huchtinger Bahnhof, stammt von 1909.
Das Gebäude steht seit 2021 unter bremischem Denkmalschutz.

## Geschichte
1831 wurde an der Alten Heerstraße 12/14 eine Korn-Windmühle erwähnt. Sie war seit 1852 im Eigentum der Familie von Bremen und seit 1907 der Brokhuchtinger Familie Meybohm. Die alte Mühle brannte 1913 ab.
Das dreigeschossige verputzte Gebäude wurde 1909 im noch dörflichen Mittelshuchting gebaut. Die mit Elektromotor betriebene Maschinenmühle ergänzte eine Galerieholländer-Windmühle, an die im späten 19. Jahrhundert zur Kapazitätserweiterung eine mit Dampfmaschine betriebene erste Maschinenmühle angebaut worden war. Meybohm betrieb nicht nur seine Mühle als Getreidemühle, sondern auch einen Landhandel für Getreide, Futtermittel, Torfstreu, Hühnerfutter, Legemehl und Kunstdünger.

1959 wurde das Gebäude erweitert und auch für andere Nutzungen umgebaut.